# Rauðavíkurhöfði
Rauðavíkurhöfði är en udde i republiken Island. Den ligger i den västra delen av landet, 110 km norr om huvudstaden Reykjavík.
Terrängen inåt land är platt åt nordväst, men åt sydost är den kuperad. Havet är nära Rauðavíkurhöfði åt nordost.  Trakten runt Rauðavíkurhöfði är nära nog obefolkad, med mindre än två invånare per kvadratkilometer. Närmaste större samhälle är Stykkishólmur, 4,8 km norr om Rauðavíkurhöfði. Trakten runt Rauðavíkurhöfði består i huvudsak av gräsmarker.
Inlandsklimat råder i trakten. Årsmedeltemperaturen i trakten är −1 °C. Den varmaste månaden är juli, då medeltemperaturen är 11 °C, och den kallaste är januari, med −8 °C.